# Burislav

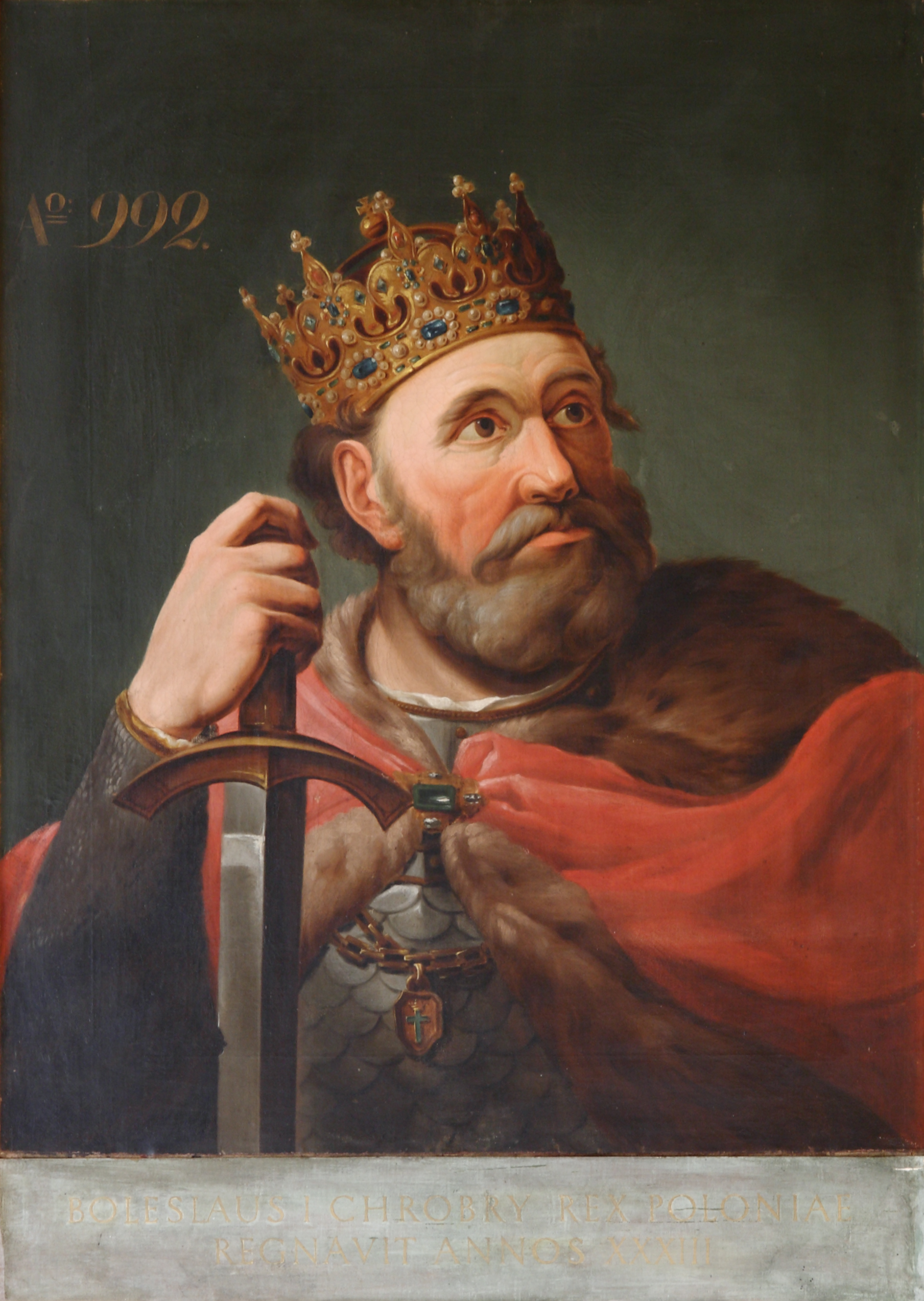

Burislav, Burisleif, Burysław (morto nel 1008) fu un leggendario re venedo che compare nelle saghe scandinave. Sarebbe stato padre di Guhnild, Astrid e Geira. Tre le ipotesi sulla sua identificazione: 
1. che sia il vero nome di un principe slavo;
2. che sia il nome dato dalle saghe nordiche a principe slavo;
3. che sia una figura che assomma in sé i due sovrani polacchi Mieszko I e Boleslaus I.